# Berliet GTB
Der Berliet GTB war ein französischer Elektrolastkraftwagen aus den 1920er Jahren.

## Geschichte, Technik
Die allgemeine Betriebserlaubnis für den Berliet GTB  (das „T“ stand für „elektrischer Antrieb“) wurde im Dezember 1924 erteilt. Chassisnummern sind nicht überliefert, möglicherweise blieb es bei einem Prototyp.
Der vorne eingebaute Elektromotor des Fahrzeuges hatte eine Betriebsspannung von 120 V bei einem maximalen Strom von 80 A. Steuerlich war das Fahrzeug mit 13 CV eingestuft. Das Getriebe hatte zwei Vorwärtsgänge und einen Rückwärtsgang. Die Nutzlast betrug 8 Tonnen.
Weitere Berliet-LKW mit Elektromotor waren der Berliet CTA und der Berliet VT.